# Pavillon Moscou
Le pavillon Moscou (en russe : Павильон «Москва») est un pavillon conçu comme le pavillon URSS pour l'Exposition universelle de 1967 de Montréal et reconstruit un an plus tard près de la porte nord du Centre panrusse des expositions de Moscou (URSS). L’œuvre architecturale de Mikhaïl Possokhine, Ashot Mndoïants (ru) et Boris Tkhor (ru), le pavillon a été appelé  'Pavilion 70'  et plus tard renommé  'Pavilion Moscou' .